# Ian MacKenzie (Schwimmer)
Ian MacKenzie (* 30. September 1953 in Vancouver, British Columbia) ist ein ehemaliger kanadischer Schwimmer. Er gewann eine Bronzemedaille bei Weltmeisterschaften und einmal Gold und Bronze bei den Commonwealth Games 1974.

## Sportliche Karriere
Ian McKenzie gewann bei den Panamerikanischen Spielen 1971 in Cali die Bronzemedaille mit der kanadischen 4-mal-100-Meter-Freistilstaffel. Im Jahr darauf bei den Olympischen Spielen 1972 in München erreichte MacKenzie über 100 Meter Rücken die 13. Zeit im Halbfinale. Über 200 Meter Rücken und über 200 Meter Freistil schied er bereits im Vorlauf aus. In den Vorläufen der 4-mal-200-Meter-Freistilstaffel erreichten Ralph Hutton, Dean Buckborough, Ian MacKenzie und Brian Phillips das Staffelfinale mit der siebtschnellsten Zeit. Den siebten Platz belegten im Endlauf auch Bruce Robertson, Phillips, MacKenzie und Hutton.
1973 wurden in Belgrad die ersten Weltmeisterschaften im Schwimmen ausgetragen. MacKenzie war für sieben Disziplinen gemeldet, erreichte aber nur in zwei Wettbewerben das Finale. Über 100 Meter Rücken belegte er den achten Platz. Die kanadische 4-mal-100-Meter-Lagenstaffel mit Ian MacKenzie, Peter Hrdlitschka, Bruce Robertson und Brian Phillips erschwamm die Bronzemedaille hinter den Staffeln aus den USA und aus der DDR.
1974 bei den British Commonwealth Games in Christchurch wurde MacKenzie Vierter über 100 Meter Rücken. Über 200 Meter Rücken und über 200 Meter Freistil schlug er jeweils als Fünfter an. Die australische 4-mal-200-Meter-Staffel gewann vor der englischen Staffel. Hier erkämpften Bruce Robertson, Gary MacDonald, Ian MacKenzie und Jim Fowlie die Bronzemedaille. Die 4-mal-100-Meter-Freistilstaffel siegte mit Brian Phillips, Bruce Robertson, Gary MacDonald und Ian MacKenzie.